# Leichtathletik-Weltmeisterschaften 2005/3000 m Hindernis der Männer

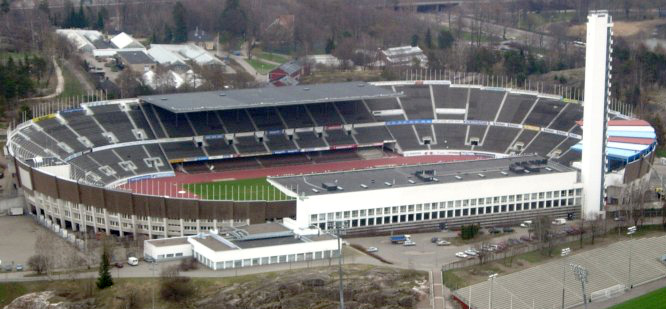
Das Olympiastadion in Helsinki im Mai 2005

Der 3000-Meter-Hindernislauf der Männer bei den Leichtathletik-Weltmeisterschaften 2005 wurde am 7. und 9. August 2005 im Olympiastadion der finnischen Hauptstadt Helsinki ausgetragen.
In diesem Wettbewerb errangen die Läufer aus Kenia mit Silber und Bronze zwei Medaillen. Weltmeister wurde der Titelverteidiger und Weltrekordinhaber Saif Saaeed Shaheen aus Katar, der bis 2002 kenianischer Staatsbürger war und Wettkämpfe unter seinem Geburtsnamen Stephen Cherono bestritt. Der aktuelle Olympiasieger Ezekiel Kemboi belegte wie schon bei den Weltmeisterschaften 2003 den zweiten Rang. Bronze ging an Brimin Kiprop Kipruto.

## Bestehende Rekorde
| Weltrekord | 7:53,63 min | Saif Saaeed Shaheen | Brüssel, Belgien              | 3. September 2004 |
| WM-Rekord  | 8:04,16 min | Moses Kiptanui      | WM 1995 in Göteborg, Schweden | 11. August 1995   |

Der bestehende Weltmeisterschaftsrekord wurde bei diesen Weltmeisterschaften nicht eingestellt und nicht verbessert.

## Vorrunde
Die Vorrunde wurde in drei Läufen durchgeführt. Die ersten drei Athleten pro Lauf – hellblau unterlegt – sowie die darüber hinaus sechs zeitschnellsten Läufer – hellgrün unterlegt – qualifizierten sich für das Finale.

### Vorlauf 1
7. August 2005, 13:50 Uhr

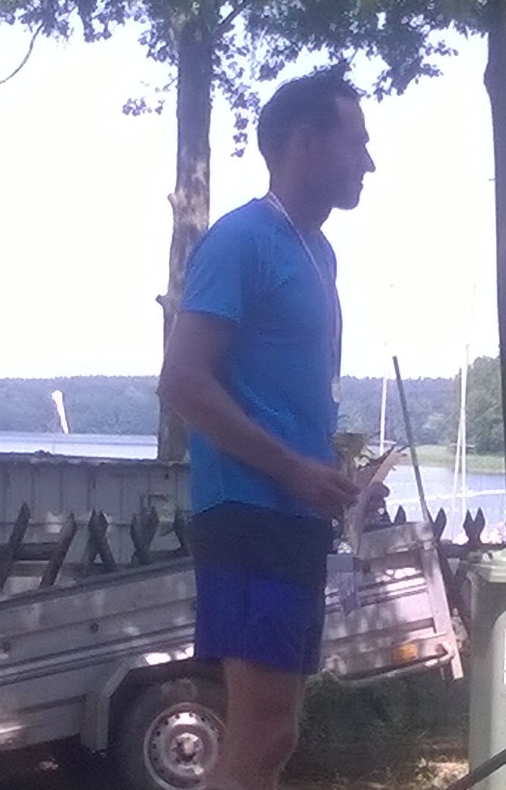
Radoslaw Poplawski wurde Achter seines Vorlaufs und schied damit aus
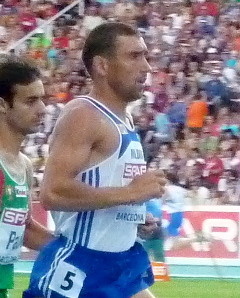
Als Neunter seines Vorlaufs erreichte Iwan Lukjanow nicht das Finale
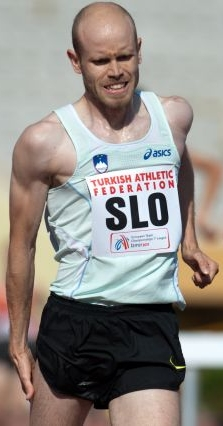
Boštjan Buč – Zwölfter seines Vorlaufs und damit für ihn Endstation

| Platz | Name                | Nation      | Zeit (min) |
| ----- | ------------------- | ----------- | ---------- |
| 1     | Saif Saaeed Shaheen | Katar       | 8:11,79    |
| 2     | Ezekiel Kemboi      | Kenia       | 8:11,19    |
| 3     | Simon Vroemen       | Niederlande | 8:13,08    |
| 4     | Günther Weidlinger  | Österreich  | 8:15,91    |
| 5     | Luis Miguel Martín  | Spanien     | 8:17,47    |
| 6     | Mustafa Mohamed     | Schweden    | 8:18,18    |
| 7     | Gaël Pencreach      | Frankreich  | 8:23,96    |
| 8     | Radoslaw Poplawski  | Polen       | 8:29,85    |
| 9     | Iwan Lukjanow       | Moldau      | 8:32,09    |
| 10    | Steve Slattery      | USA         | 8:36,01    |
| 11    | Alexander Greaux    | Puerto Rico | 8:39,91    |
| 12    | Boštjan Buč         | Slowenien   | 8:40,81    |
| 13    | Pieter Desmet       | Belgien     | 8:48,05    |

### Vorlauf 2

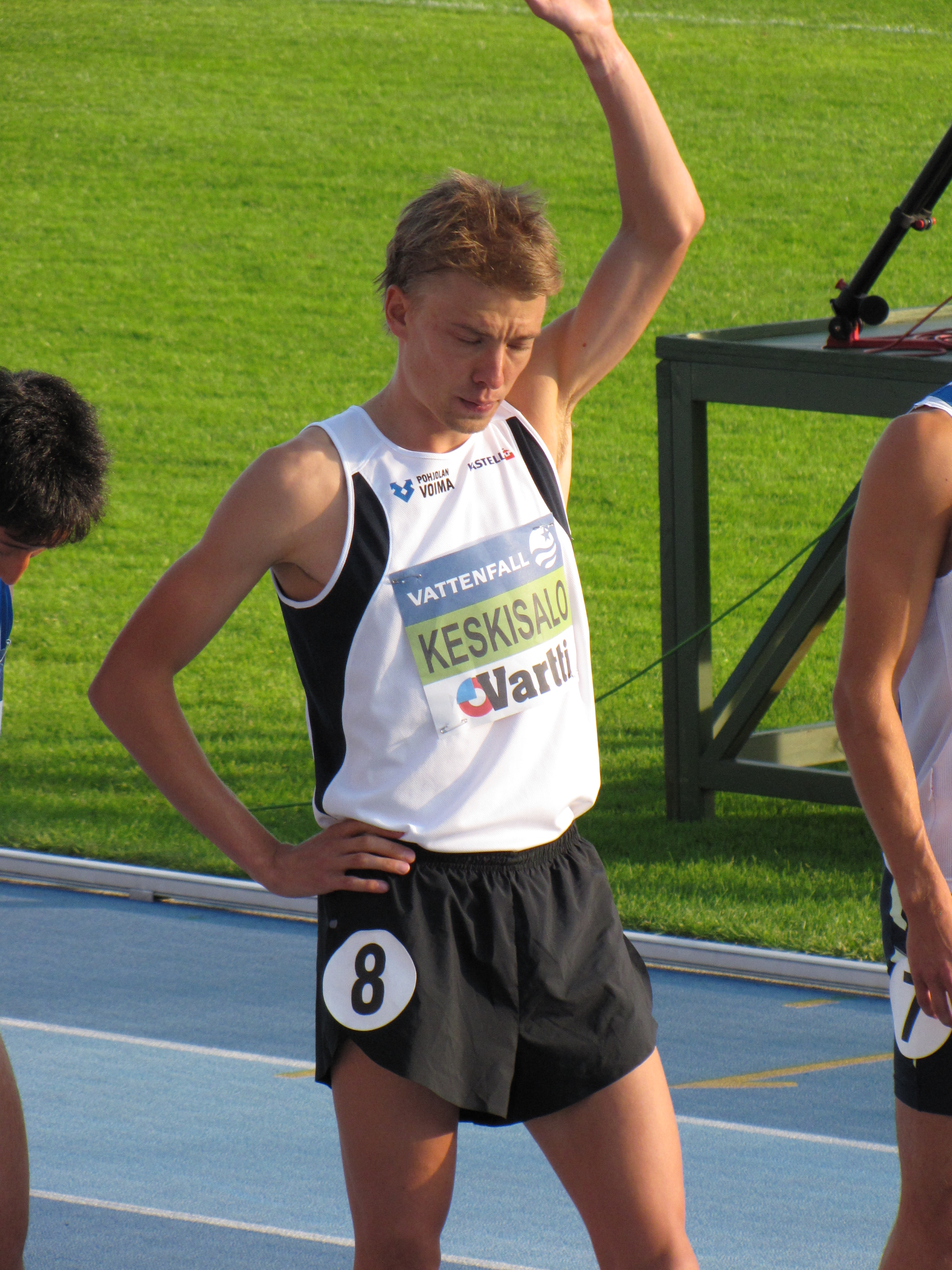
Jukka Keskisalos siebter Rang in seinem Vorlauf reichte nicht zum Weiterkommen
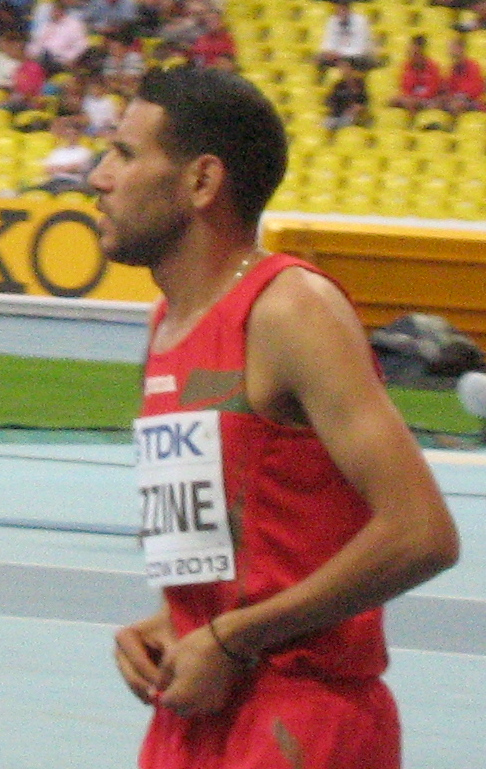
Hamid Ezzine scheiterte als Neunter seines Rennens in der Vorrunde

7. August 2005, 14:04 Uhr
| Platz | Name                  | Nation     | Zeit (min) |
| ----- | --------------------- | ---------- | ---------- |
| 1     | Paul Kipsiele Koech   | Kenia      | 8:16,42    |
| 2     | Musa Amer Obaid       | Katar      | 8:16,53    |
| 3     | Antonio David Jiménez | Spanien    | 8:16,72    |
| 4     | Bouabdellah Tahri     | Frankreich | 8:18,31    |
| 5     | Tareq Mubarak Taher   | Bahrain    | 8:21,68    |
| 6     | Anthony Famiglietti   | USA        | 8:21,84    |
| 7     | Jukka Keskisalo       | Finnland   | 8:25,14    |
| 8     | Tewodros Shifer       | Äthiopien  | 8:27,06    |
| 9     | Hamid Ezzine          | Marokko    | 8:27,07    |
| 10    | Yoshitaka Iwamizu     | Japan      | 8:28,73    |
| 11    | Peter Nowill          | Australien | 8:35,35    |
| 12    | Andrei Olschanski     | Russland   | 8:54,04    |
| DNF   | Jakub Czaja           | Polen      |            |

### Vorlauf 3
7. August 2005, 14:18 Uhr
| Platz | Name                  | Nation         | Zeit (min) |
| ----- | --------------------- | -------------- | ---------- |
| 1     | Brahim Boulami        | Marokko        | 8:19,54    |
| 2     | Brimin Kiprop Kipruto | Kenia          | 8:19,90    |
| 3     | José Luis Blanco      | Spanien        | 8:21,04    |
| 4     | Daniel Lincoln        | USA            | 8:21,39    |
| 5     | Halil Akkaş           | Türkei         | 8:26,35    |
| 6     | Ruben Ramolefi        | Südafrika      | 8:28,12    |
| 7     | Krijn Van Koolwijk    | Belgien        | 8:28,02    |
| 8     | Vincent Le Dauphin    | Frankreich     | 8:30,42    |
| 9     | Moustafa Ahmed Shebto | Katar          | 8:33,00    |
| 10    | Martin Pröll          | Österreich     | 8:33,70    |
| 11    | Wadim Slobodenjuk     | Ukraine        | 8:35,73    |
| 12    | Roman Ussow           | Russland       | 8:36,30    |
| 13    | Andrew Lemoncello     | Großbritannien | 8:40,29    |
| 14    | Matthew Kerr          | Kanada         | 8:41,20    |

Im dritten Vorlauf ausgeschiedene Hindernisläufer:

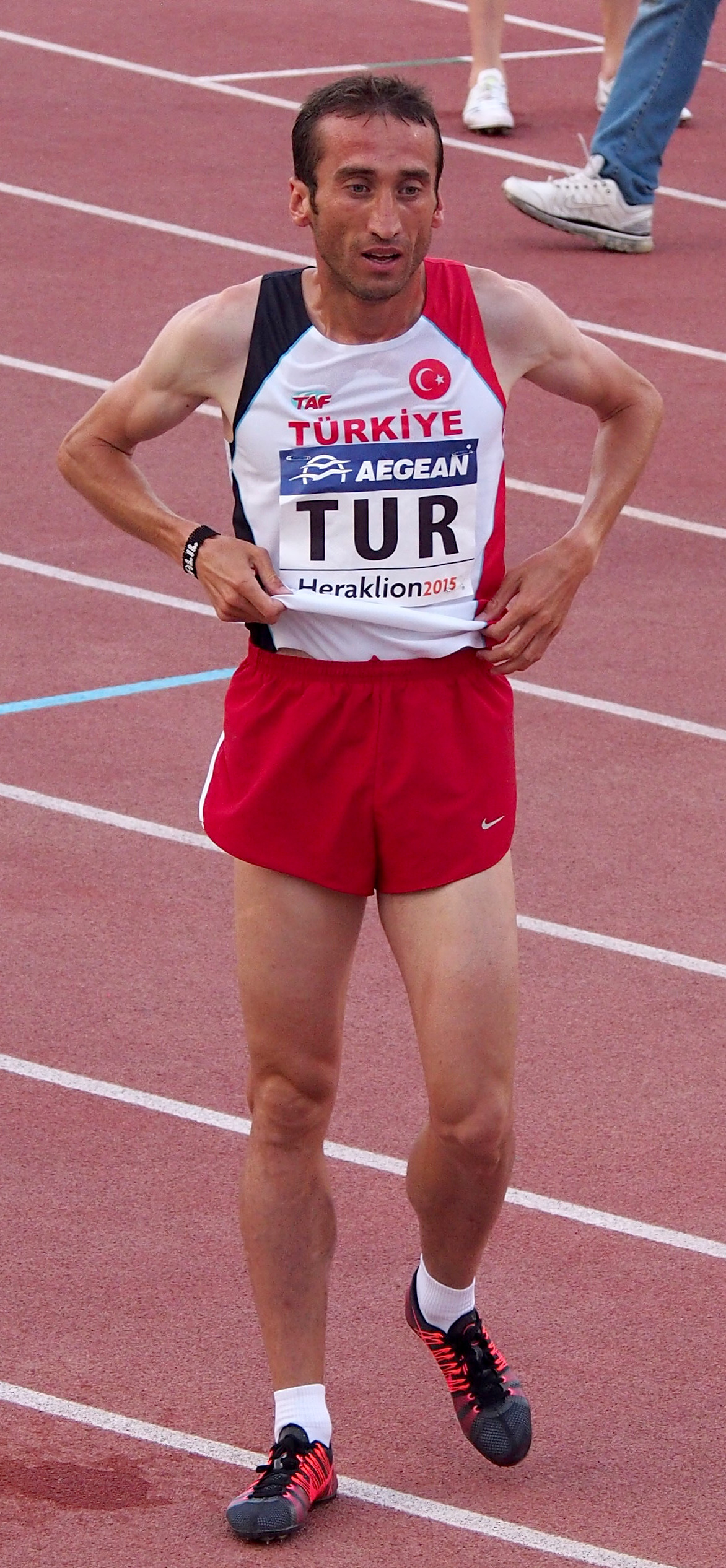
Halil Akkas Rang fünf in 8:26,35 min
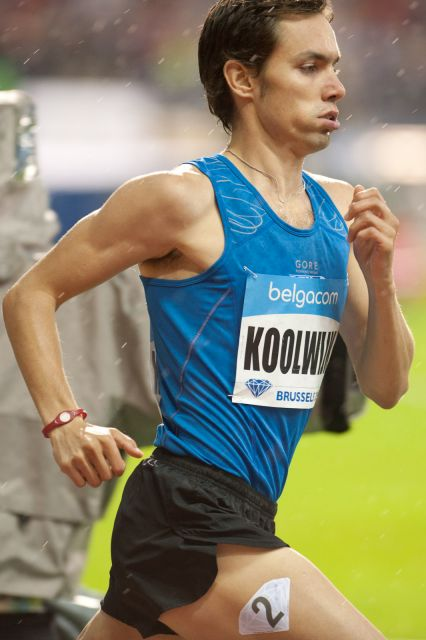
Krijn van Koolwijk Rang sieben in 8:28,02 min
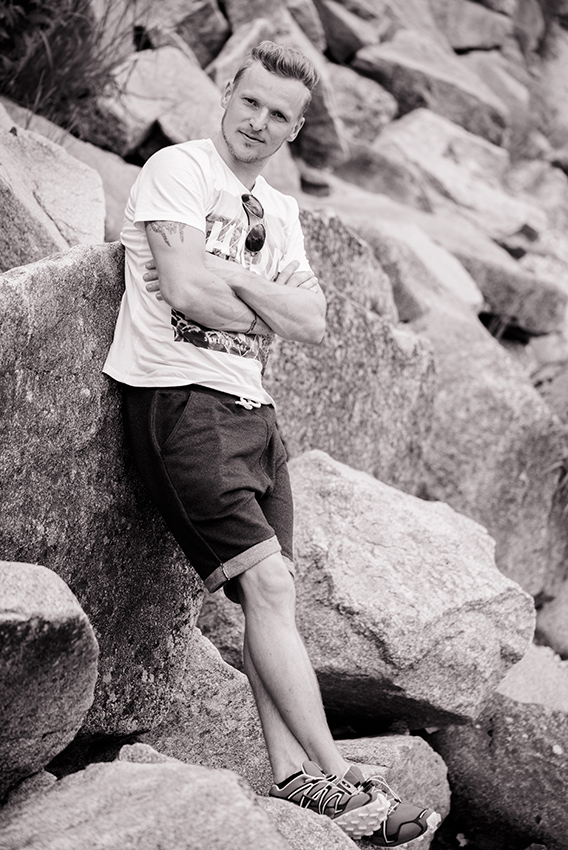
Martin Pröll Rang zehn in 8:33,70 min
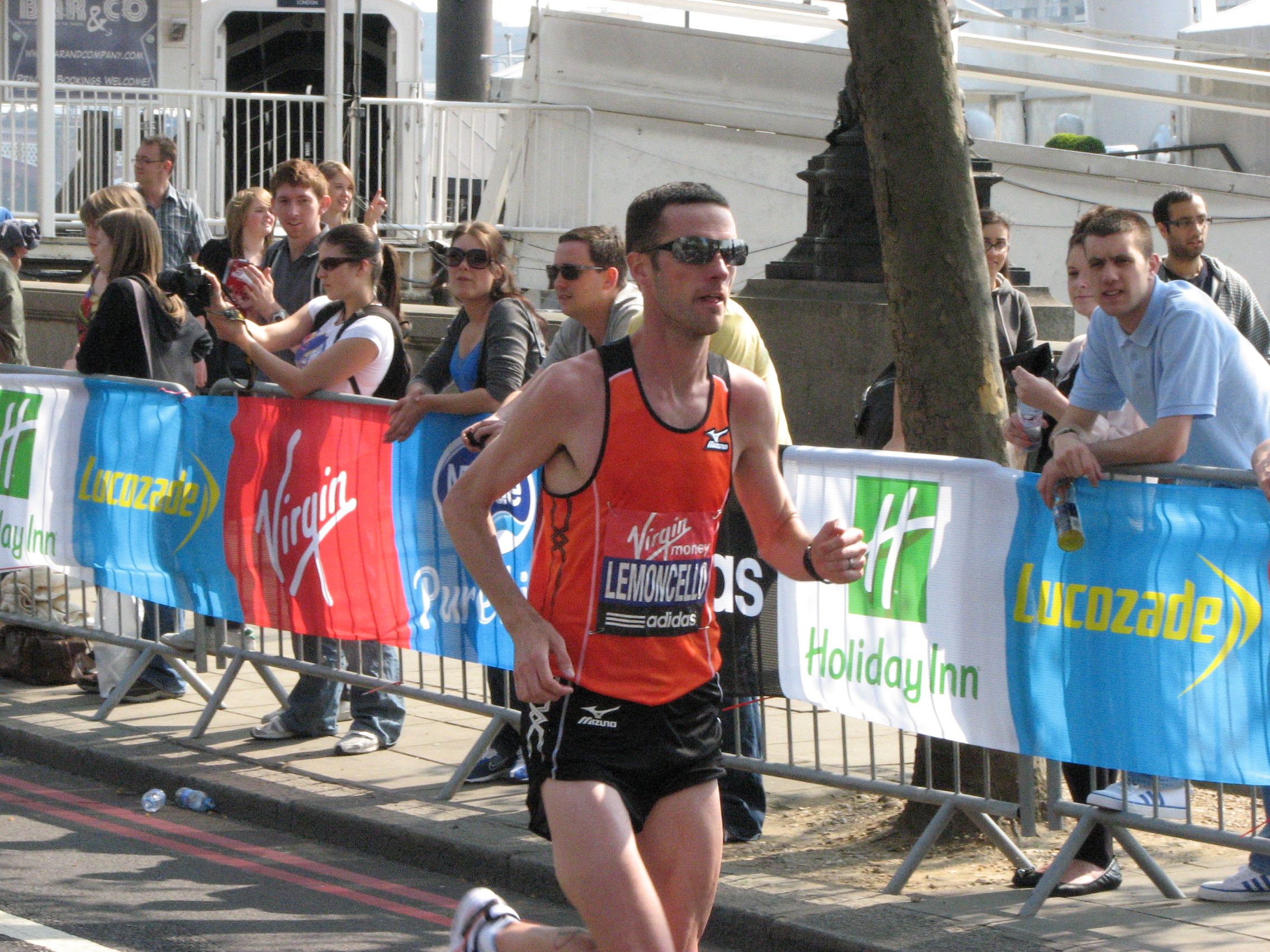
Andrew Lemoncello Rang dreizehn in 8:40,29 min

## Finale

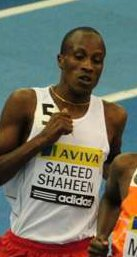
Der Titelverteidiger und Weltrekordinhaber Saif Saaeed Shaheen, früherer Stephen Cherono, wurde erneut Weltmeister

9. August 2005, 21:20 Uhr
| Platz | Name                  | Nation      | Zeit (min) |
| ----- | --------------------- | ----------- | ---------- |
| 1     | Saif Saaeed Shaheen   | Katar       | 8:13.31    |
| 2     | Ezekiel Kemboi        | Kenia       | 8:14.95    |
| 3     | Brimin Kiprop Kipruto | Kenia       | 8:15.30    |
| 4     | Brahim Boulami        | Marokko     | 8:15.32    |
| 5     | Simon Vroemen         | Niederlande | 8:16.76    |
| 6     | Antonio David Jiménez | Spanien     | 8:17.69    |
| 7     | Paul Kipsiele Koech   | Kenia       | 8:19.14    |
| 8     | Bouabdellah Tahri     | Frankreich  | 8:19.96    |
| 9     | Musa Amer Obaid       | Katar       | 8:20.22    |
| 10    | Mustafa Mohamed       | Schweden    | 8:20.26    |
| 11    | Luis Miguel Martín    | Spanien     | 8:22.13    |
| 12    | Günther Weidlinger    | Österreich  | 8:22.84    |
| 13    | Daniel Lincoln        | USA         | 8:23.89    |
| 14    | José Luis Blanco      | Spanien     | 8:24.62    |
| 15    | Tareq Mubarak Taher   | Bahrain     | 8:37.62    |

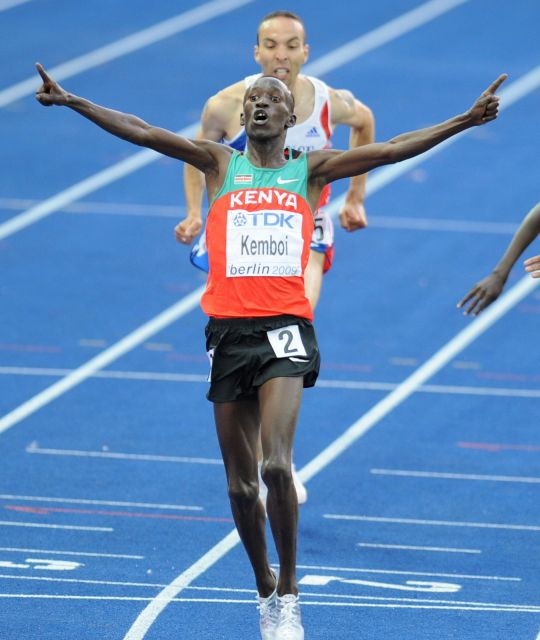
Ezekiel Kemboi, aktueller Olympiasieger und 2003 Vizeweltmeister, wurde erneut Zweiter
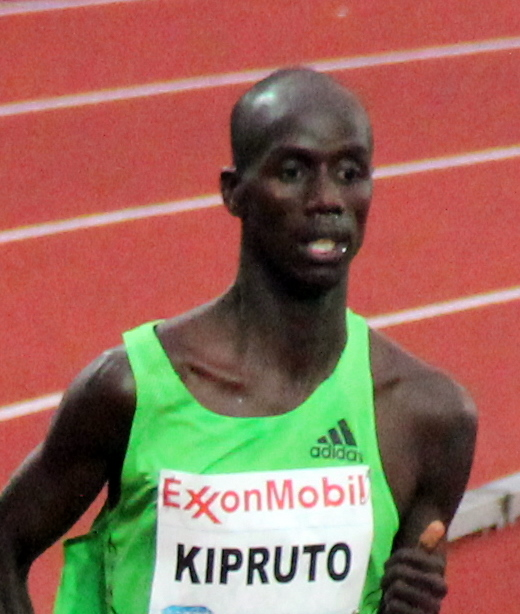
Bronzemedaillengewinner Brimin Kiprop Kipruto

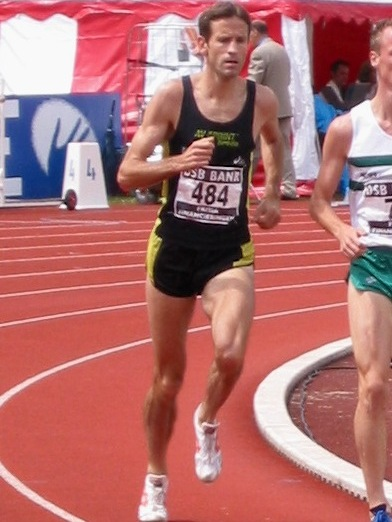
Simon Vroemen, 2002 Vizeeuropameister, belegte Rang fünf
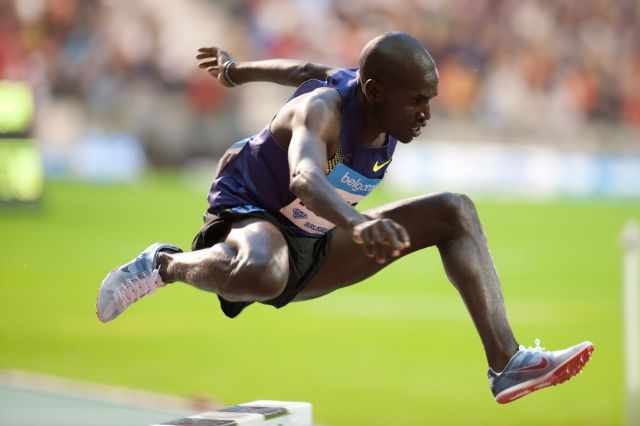
Paul Kipsiele Koech, 2004 Olympiadritter, kam auf den siebten Platz
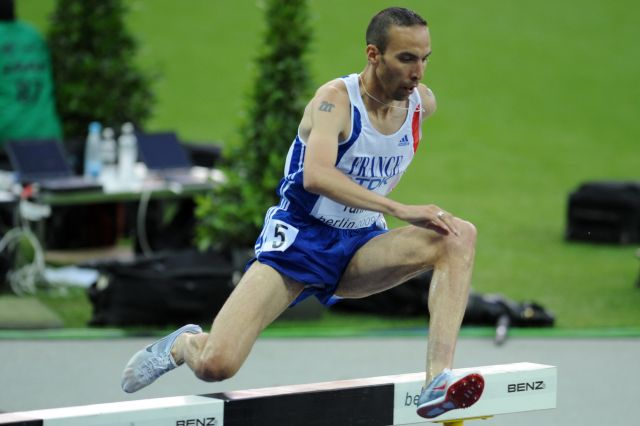
Bouabdellah Tahri erreichte Platz acht

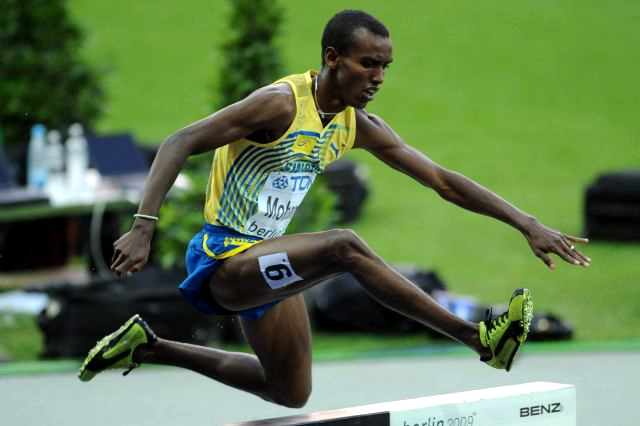
Mustafa Mohamed wurde Zehnter
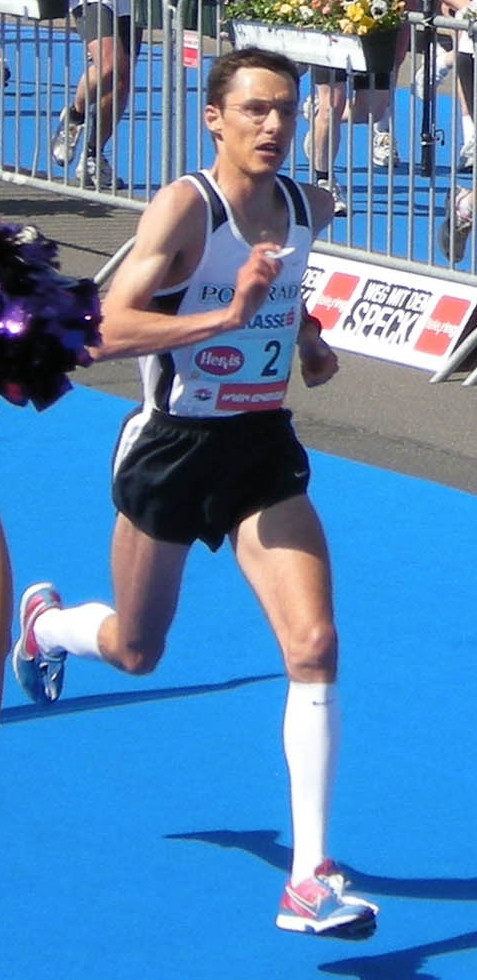
Der zwölftplatzierte Günther Weidlinger
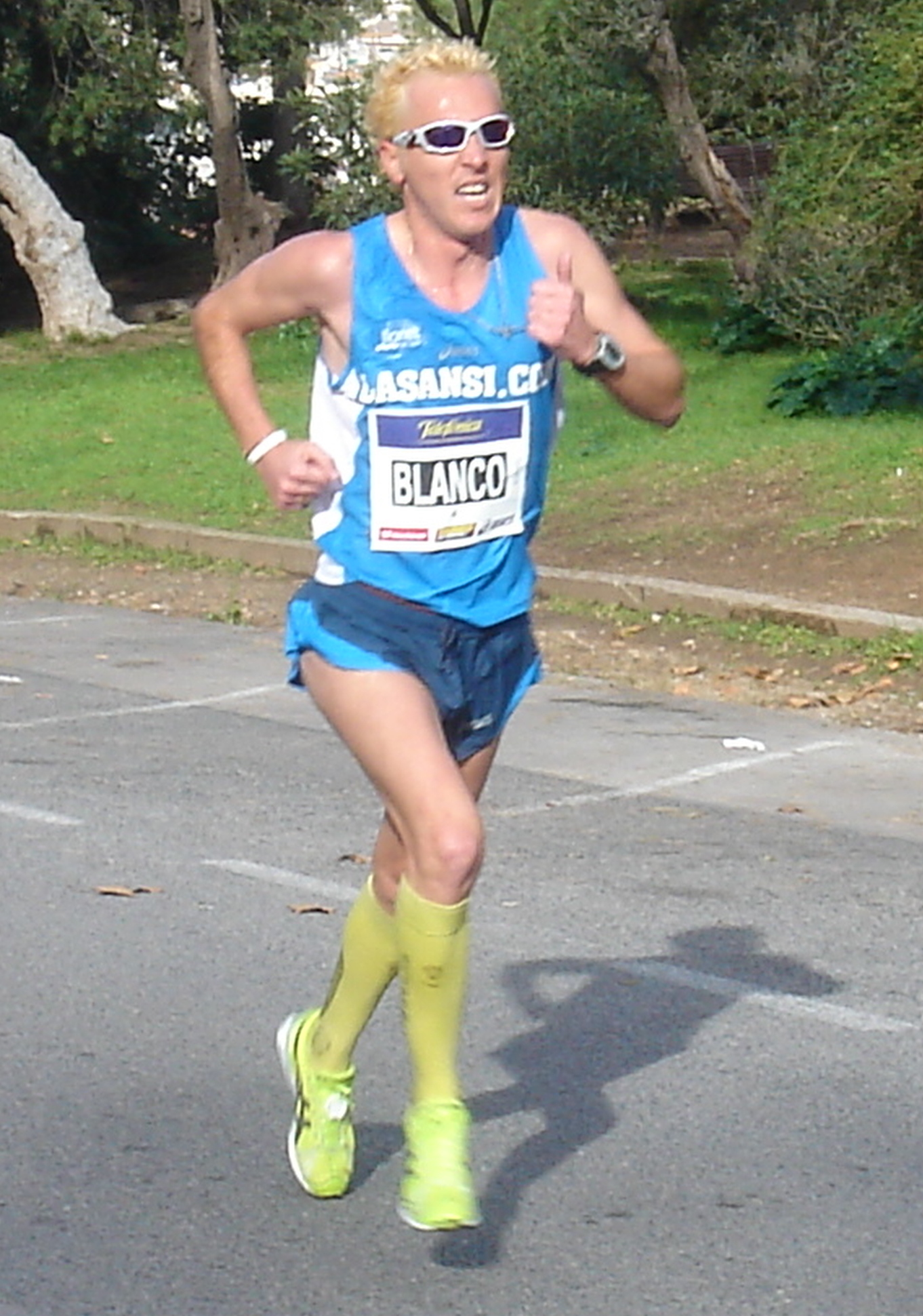
Rang vierzehn für José Luis Blanco
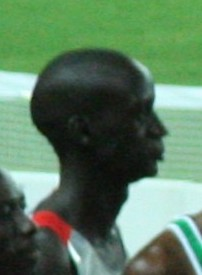
Tareq Mubarak Taher – Platz fünfzehn

## Video
- Said Saaeed Shaheen World Champion Steeple in Helsinki 2005, youtube.com, abgerufen am 29. September 2020